# Möhrenbach

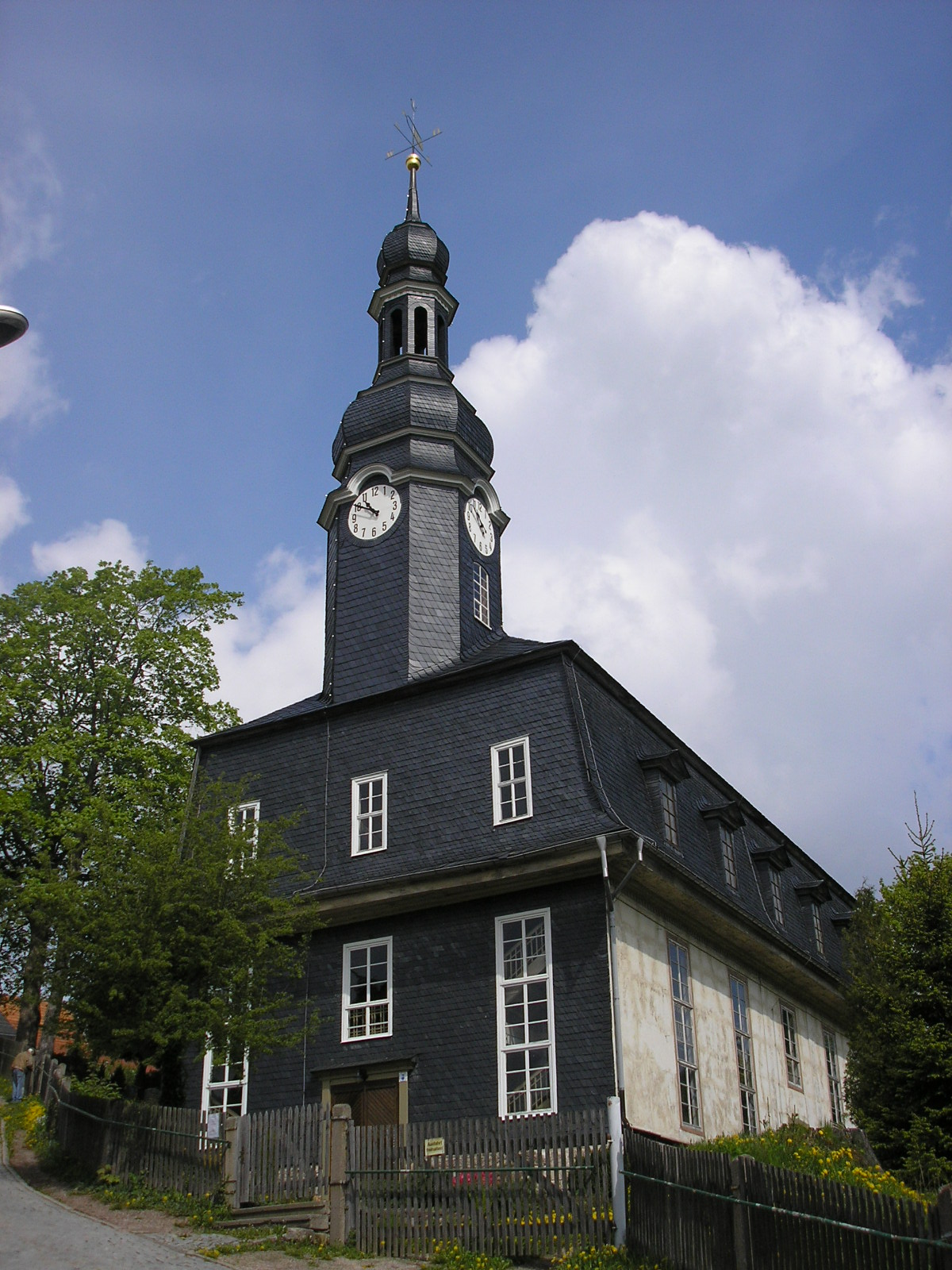
Kirche

Möhrenbach ist ein Ortsteil der Stadt Ilmenau im Ilm-Kreis in Thüringen in Deutschland.

## Geografie
Möhrenbach liegt im Thüringer Wald. Das Gemeindegebiet lässt sich in drei Streifen unterteilen. Im Westen liegt der Thüringer Wald mit seinen Bergen, in der Mitte das breite Möhrenbacher Tal und im Osten der Lange Berg, welcher bereits dem Thüringer Schiefergebirge angehört. Im westlichen Teil der Gemeinde liegt das Tal der Wohlrose, über dem sich der 771 Meter hohe Silberberg erhebt. Östlich folgen die Täler von Möhrenbach und Ilmsenbach, die sich in Möhrenbach zum Talwasser vereinigen. Im zentralen Nord-Süd-Tal liegt das Dorf Möhrenbach in etwa 550 Metern Höhe. Die Landschaft ist hier von Wiesen, mit kleinen Wäldern durchsetzt, gekennzeichnet und steigt östlich erst wieder zum Langen Berg an, der mit 808 Metern der höchste Punkt der Gemeinde ist. In den Wäldern im Westen und Osten der Gemeinde dominiert die Fichte den Baumbestand. Im äußersten Süden der Gemeinde liegt die Hohe Tanne, der Pass zwischen Langem Berg und Thüringer Wald bzw. den Einzugsgebieten von Ilm und Saale. Der Nachbarort im Norden ist Gehren, im Süden hinter der Hohen Tanne liegt Großbreitenbach und im Osten jenseits des Langen Berges Gillersdorf.

## Geschichte
Möhrenbach wurde im Jahre 1374 erstmals erwähnt. Der Ort zählte zur Grafschaft Schwarzburg, die Ortsherrschaft übten einst die Herren von Berlstedt als Schwarzburger Lehnsnehmer aus. In seiner Frühzeit lebte der Ort vom Bergbau auf Kupfer, Silber und Blei, außerdem von der Forstwirtschaft und der Holzverarbeitung, ab dem 17. Jahrhundert auch vom Weberhandwerk und einer im Jahr 1690 erwähnten Glashütte. Im Jahr 1811 richtete ein Brand schwere Schäden im Dorf an. Es wurden 48 Häuser zerstört.
Von 1533 bis 1920 gehörte der Ort zum Amt Gehren im Fürstentum Schwarzburg-Sondershausen (Oberherrschaft), danach bis 1952 zum Landkreis Arnstadt und ab 1952 zum Kreis Ilmenau. 1994 wurde der Ilm-Kreis gegründet, zu dem Möhrenbach heute gehört.
Seit 1994 gehörte Möhrenbach der Verwaltungsgemeinschaft Langer Berg mit Sitz in Gehren an. Laut dem Thüringer Gesetz zur freiwilligen Neugliederung kreisangehöriger Gemeinden wurde Möhrenbach am 31. Dezember 2013 nach Gehren eingemeindet, wodurch Gehren zur Landgemeinde erhoben wurde. Im Rahmen der Gebietsreform in Thüringen ist Möhrenbach seit dem 6. Juli 2018 einer von 16 Ortsteilen der Stadt Ilmenau.

### Einwohnerentwicklung
In der nachstehenden Tabelle ist die Entwicklung der Einwohnerzahl in den letzten Jahrzehnten dargestellt. Ermittelt wurden die Werte jeweils zum Stichtag 31. Dezember.
| Jahr | Einwohner |
| ---- | --------- |
| 1995 | 830       |
| 2000 | 787       |
| 2005 | 739       |
| 2010 | 677       |
| 2020 | 648       |

## Politik
Zur Kommunalwahl am 26. Mai 2019 wurde Mathias Steitz (CDU) zum Ortsteilbürgermeister gewählt. Er setzte sich bereits im ersten Wahlgang gegen seine drei Kontrahenten mit 60,4 % der abgegebenen gültigen Stimmen durch. Zur Kommunalwahl am 26. Mai 2024 wurde er ohne Gegenkandidat mit 86,8 % der abgegebenen gültigen Stimmen im Amt bestätigt. Gemeinsam mit sechs weiteren Mitgliedern bildet er den Ortsteilrat.

## Wappen
Das Wappen ist durch einen aus einem silbernen Schildfuß gezogenen silbernen Pfahl gespalten von Grün und Blau, rechts und links silbern bordiert und zeigt vorn ein goldenes sechsspeichiges Rad und hinten eine silberne Schaufel und einen silbernen Pickel gekreuzt.

## Wirtschaft und Verkehr
In Möhrenbach gab es früher Porzellanindustrie und Holzindustrie. Heute pendeln viele Einwohner zur Arbeit nach Ilmenau, Gehren oder Großbreitenbach.
Möhrenbach liegt an der Landesstraße 1047 von Gehren nach Großbreitenbach. Der Ort hatte zwischen 1883 und 1997 einen Haltepunkt an der Bahnstrecke Ilmenau–Großbreitenbach. Westlich des Ortes besteht die Schnellfahrstrecke Nürnberg–Erfurt mit einer Brücke im Wohlrosetal und dem Tunnel Silberberg unter dem Silberberg hindurch.

## Persönlichkeiten
- Arthur Rackwitz (1895–1980), evangelischer Theologe, 1921–1929 Pfarrer in Möhrenbach
- Aurel von Jüchen (1902–1991), evangelischer Theologe, 1932 Pfarrer in Möhrenbach
- Siegfried Sommer (1925–2003), Politiker (SED), Vorsitzender des Rates des Bezirks Frankfurt (O.), geboren in Möhrenbach
- Horst Hörnlein (* 1945), ehemaliger Rennrodler, Weltmeister 1973 im Doppel, geboren in Möhrenbach